# Xanthichthys ringens
Espèce
Baliste des Sargasses
Xanthichthys ringens (aussi appelé Baliste des Sargasses) est une espèce de poissons tetraodontiformes.